# Conus espingueirensis
Espèce
Conus espingueirensis est une espèce de mollusques gastéropodes marins de la famille des Conidae.
Comme toutes les espèces du genre Conus, ces escargots sont prédateurs et venimeux. Ils sont capables de « piquer » les humains et doivent donc être manipulés avec précaution, voire pas du tout.

## Distribution
Cette espèce marine d'escargot conique est endémique au Cap-Vert. Sa localité type se trouve à Boa Vista. 

## Taxonomie

### Publication originale
L'espèce Conus espingueirensis a été décrite pour la première fois en 2017 par les malacologistes Tiziano Cossignani (1951-) et Ramiro Fiadeiro dans la publication intitulée « Malacologia Mostra Mondiale »,.

### Synonymes
- Africonus espingueirensis T. Cossignani & Fiadeiro, 2017 · appellation alternative

## Identifiants taxonomiques
Chaque taxon catalogué par les bases de données biologiques et taxonomiques possède un identifiant qui permet d'établir un point de référence. Les identifiants de Conus espingueirensis dans les principales bases sont les suivants :
CoL : XXCR - GBIF : 9289502 - WoRMS : 986636